# Александър Липински
Александър Иосифович Липински (на руски: Александр Иосифович (Осипович) Липинский) е руски офицер, генерал-майор. Участник в Руско-турската война (1877-1878). Като командир на 35-и Брянски Пехотен полк участва в Епопеята на Шипка.

## Биография
Александър Липински e роден през 1828 г. в Русия. Произхожда от семейство на потомствени дворяни. Ориентира се към военното поприще. Завършва с отличие 1-ви Московски кадетски корпус. Започва действителна военна служба с производство в първо офицерско звание прапорщик в лейбгвардейския Павловския полк през 1848 г.
В състава на гвардията участва в Унгарския поход (1848 - 1849). През Кримската война (1854-1855) е в състава на войските за охрана на Балтийското крайбрежие срещу възможен англо-френски десант.
Повишен е във военно звание поручик и постъпва в Николаевската академия на Генералния щаб. Завършва академията и служи в Генералния щаб с повишение във военно звание штабскапитан (1859). Командирован в Симбирска губерния за съставяне на статистическото и описание. Публикувано е в Санкт Петербург в двутомно издание (1868).
Повишен във военно звание подполковник с назначение за началник на щаба на 56-а пехотна дивизия (1864). Назначен е за командир на Тридесет и пети пехотен брянски полк от 1869 г.
Участва в Руско-турската война (1877-1878). Полка е в състава на 8-и Армейски корпус с командир генерал-лейтенант Фьодор Радецки. За десанта през река Дунав при Свищов е награден със златно оръжие „За храброст“. Участва в освобождението на Търново.
От 9/21 август 1877 г. полка е прехвърлен в състава на Шипченския отряд. Пристига като подкрепление на Шипченската позиция в разгара на решителните боеве за Шипка. Полковник Александър Липински поема командването на западната и северната отбранителна позиция. В състава на позицията са и роти на Българското опълчение. В боя на 11/23 август, решително участва в спирането на започналото отстъпление и преодоляване на кризата в отбраната. Контузен е, но остава в строя. Награден е с Орден „Свети Георги“ IV степен.
Назначен е за началник на щаба на 9-и армейски корпус. Участва в Обсадата на Плевен. Повишен е във военно звание генерал-майор. След войната е началник на щаба на 9-и армейски корпус до смъртта си през 1882 г.